# Maurice Lederlé
Maurice Lederlé, né le 22 janvier 1887 à Lorient en Bretagne et mort le 20 février 1988 à Châtenay-Malabry, est un artiste peintre, décorateur, graveur, aquarelliste et céramiste français, reconnu comme le peintre des pardons de Bretagne.

## Biographie
Maurice Lederlé passe sa jeunesse à Rennes, il entre à 15 ans à l'École régionale des beaux-arts de Rennes puis à 18 ans à l'École nationale supérieure des arts décoratifs de Paris, il rejoint ensuite la Manufacture de porcelaine de Sèvres où il se familiarise avec les tendances modernes de l'art décoratif. 
En 1912 il épouse Jeanne Legrand, ancienne élève de l'École des Beaux Arts de Rennes. Le couple a une fille, Janick Lederlé, née en 1917 et artiste peintre. Il achète une maison à Morgat et y passe tous ses étés.
L'année 1929 est marquée par la création de son propre pavillon parisien encore visible, rue Philippe-Hecht, aux Buttes Chaumont. Les murs de son atelier seront décorés de deux grandes fresques symbolisant l'Argoat et l'Armor, le plafond recouvert d'une toile de six mètres de diamètre représentant un Hommage à la Danse Bretonne.
En 1910 il est employé chez le décorateur parisien Paul Follot, il passe le concours de professeur de dessin dans les lycées, en 1911 il est nommé professeur à Dinan et en 1913 professeur de dessin à l'École navale de Brest.
Il découvre alors la Bretagne du bout du monde. En 1922 il réalise de grandes toiles, Ronde enfantine dans les landes de Plougastel ainsi que des tableaux représentants divers pardons pour la décoration de l'hôtel Sainte-Marine de Morgat. 
Durant cette période, il expose régulièrement ses œuvres aux Salons de la Nationale, aux Artistes Français, dans les galeries et les salons parisiens.
En 1947 il prend sa retraite et fait beaucoup de céramique avec sa fille.

## Parcours professionnel
Maurice Lederlé s'oriente alors vers la décoration, aux côtés de Paul Follot dont il crée tous les meubles, manifestant son attrait pour les formes stylisées. Mais, sans doute influencé par l'aspiration de sa belle famille à une certaine sécurité, il choisit finalement une carrière de professeur et reçoit sa première affectation à Dinan. Sa femme Jeanne, qui était sa condisciple aux Beaux Arts et qui a réussi le même concours de professeur des lycées est nommée à Rennes. Mais dès 1912, ils se retrouvent à Brest où Maurice enseigne à l'école navale.
L'artiste pratique l'aquarelle et peint des paysages. Il perfectionne aussi, dans des études au crayon, sa perception du corps et des attitudes. Très vite il découvre avec un œil nouveau cette Bretagne du bout du monde, les couleurs éclatantes des costumes traditionnels, la lumière particulière qui éclaire les pardons, cette lumière vibrante, tamisée par la brume de chaleur, qui évoque chez Anatole Le Braz, tantôt un ciel qui poudroie, tantôt une "brume d'or". Pour Maurice Lederlé c'est la révélation. Il se rend sur les lieux des pardons et des processions pour ressentir l'ambiance, s'imprégner de la lumière, étudier mille détails en une multitude de croquis surs et rapides pris sur le vif à la mine de plomb. Puis, dans son atelier, il recompose les scènes en un sujet plus élaboré. Il réalise alors l'œuvre définitive ou, souvent, les œuvres définitives car il aime consacrer au même sujet deux ou trois tableaux de tailles différentes.
Il peint pour orner la grande salle à manger et les salons de l'hôtel Sainte-Marine à Morgat, un ensemble d'une dizaine de toiles monumentales consacrées aux plus grands pardons. Sa peinture figurative, loin d'être conventionnelle, traduit la recherche d'une composition savante et vraie, alliant tradition et modernité, avec une grande sureté dans la nuance. Parmi les pardons, c'est celui de Plougastel qui le fascine. 
Maurice Lederlé retranscrit le mysticisme particulier des défilés religieux, convaincu que la ferveur dont ils sont baignés est aussi païenne que chrétienne. D'ailleurs, dans ses peintures, on ne voit jamais un prêtre et ce sont les fidèles eux-mêmes qui semblent officier. Tantôt l'artiste représente de longues processions, sinueuses, légères, ponctuées par le pas solennel, presque sacerdotal, de la noble suite des pèlerins en marche vers un sanctuaire qui se détache au loin; le vent fait flotter les bannières et gonfle les jupes, accentuant l'impression de mouvement, car Maurice Lederlé ne néglige aucun détail pour donner de la vie à ses œuvres. Tantôt les petits groupes se séparent et prennent quelque repos devant une église ou un calvaire; alors la piété se fait moins ostentatoire, moins mystique, plus proche de la vie quotidienne, plus intime.
Maurice Lederlé habille ses toiles de couleurs très lumineuses qui n'agressent jamais l'œil. Les plus vives sont amenées par les tonalités environnantes et comme amorties par du blanc. Sa préférence va aux teintes douces et tendres, aux pastels verts et violets, aux jaunes pâles, aux roses, aux bleu ciel. Il aime les effets mats et utilise la tempera, la peinture à l'œuf ou encore l'huile mais en évitant tout vernis brillant.
En 1922, Lederlé est nommé à Paris où il enseigne successivement au lycée Janson-de-Sailly et au lycée Condorcet. Avec l'aide de l'architecte Bataille, il dessine son propre pavillon dans un style très moderne et il réalise toute la décoration intérieure ainsi que les maquettes de son mobilier. La façade du pavillon est classée par les Monuments Historiques et on peut encore l'observer rue Philippe Hecht, dans le quartier des Buttes Chaumont.
L'artiste ne déserte pas pour autant sa région de prédilection. Il a acheté à Morgat, dans la presqu'île de Crozon, une villa où il passera la totalité de ses vacances familiales. Il consacre à la Bretagne, une immense fresque, d'un diamètre d'environ six mètres, qui orne le plafond de son atelier parisien. Cette œuvre magistrale, qui a été léguée au musée de Brest après sa mort, représente un travail de plusieurs années. Les pardons bretons y sont à l'honneur, ils semblent s'envoler vers le ciel, portés par les tonalités vives et chaleureuses des costumes et des bannières. Sur les murs de l'atelier, deux grandes fresques symbolisent, l'une l'Argoat terrestre, l'autre l'Armor maritime. D'un côté, des femmes en costume emplissent et transportent des paniers de fraises devant le calvaire de Plougastel-Daoulas, partageant l'espace avec une grande paysanne Cornouaille. De l'autre une femme de l'île de Sein scrute l'horizon à la recherche de quelque fragile esquif.
Jeanne et Maurice Lederlé retrouvent, au sein d'un cercle d'intellectuels-écrivains, peintres, sculpteurs, et musiciens, des amis qu'ils avaient connus à Brest et qui, au fil des migrations professionnelles, ont rejoint la capitale. Citons parmi eux, le sculpteur Armel Beaufils et l'écrivain Charles Chassé. Le cercle se réunit régulièrement de 1927 à la seconde guerre mondiale mais ensuite il se disperse.
En 1937, Maurice Lederlé participe, avec une grande toile de plus de 16 m2, à la décoration du pavillon breton de l'exposition des arts et techniques. Sa toile les Primeurs met sa logique, sa distinction et sa sobriété au service d'une vision moderne de la Bretagne dépouillée de tout poncif suranné. Cette œuvre, qui a connu un certain retentissement (l'artiste a été nommé chevalier de la légion d'honneur), a été détruite à l'issue de sa manifestation, conformément au règlement des expositions universelles. 
Les bombardements de la Seconde Guerre mondiale frappent la villa de Morgat ainsi que plusieurs bâtiments qui hébergeaient des œuvres de l'artiste. Traumatisé, celui-ci décide d'abandonner son activité de peintre et s'intéresse à la céramique et la tapisserie. 
Artiste complet, Maurice Lederlé exerça donc son talent bien au-delà de la peinture, montrant ainsi qu'il maitrisait une grande variété de techniques et de styles, aussi bien l'abstraction (dans la décoration, le mobilier et la tapisserie) ou la stylisation (dans la céramique) que la figuration (dans son œuvre picturale).

## Œuvres
- les Primeurs (1937), fresque détruite à l'issue de l'exposition universelle de 1937
- Pardon de Plougastel (1929), gouache vendue de 2010[2]

## Expositions
- 1909 : Première apparition au Salon de la Société Nationale des Beaux Arts
- 1922 : Galerie Saluden à Brest
- 1923- 1928 : Expose chaque année au Salon de la Société Nationale des Beaux Arts
- 1930-1933 : Expose chaque année au Salon des artistes français
- 1930-1940 : Chaque année la Galerie Saluden (Brest) expose ses œuvres
- 1937 : Décoration du pavillon Breton de l'exposition internationale des Arts et Techniques de Paris avec une grande composition les Primeurs
- 2005 : Importante exposition à la galerie Divet à Rennes.
- Été 2006 : Exposition au Musée de la Fraise et du Patrimoine de Plougastel-Daoulas.